# Medgyesbodzás
Medgyesbodzás je vas na Madžarskem, ki upravno spada pod podregijo Mezőkovácsházi Županije Békés.